# زبابة قطبية شمالية
زبابة قطبية شمالية (الاسم العلمي: Sorex arcticus) (بالإنجليزية: Arctic Shrew)‏ هي نوع من الثدييات يتبع جنس الزبابة من فصيلة الزبابات.